# Metagoniochernes tomiyamai
Espèce
Metagoniochernes tomiyamai est une espèce de pseudoscorpions de la famille des Chernetidae.

## Distribution
Cette espèce est endémique de l'archipel d'Ogasawara au Japon. Elle se rencontre sur Ani-jima.

## Publication originale
- Sato, 1991 : Metagoniochernes tomiyamai, a new pseudoscorpion (Chernetidae) from the Ogasawara Islands, Japan. Bulletin of the Biogeographical Society of Japan, vol. 46, no 10, p. 97-101.